# 推理語言模型
推理語言模型（英語：Reasoning language model），或稱推理大模型或大型推理模型，是一個進階的大型語言模型，它能經過進一步訓練，可以解決多步驟推理任務。推理語言模型在邏輯、數學或程式任務上的表現，一般都比傳統的自我迴歸的大型語言模型更好，具有回溯能力，並使用時間測試計算作為訓練範例、參數計數。

## 歷史
Open AI 在2024年9月推出o1-preview，為首個擁有高階推理能力的大型語言模型. 2024年12月, Open AI 推出 o1 正式版，並宣佈推出o3 
推理語言模型發展證明了 Rich Sutton 所說的「慘痛教訓」：利用計算的通用方法，往往比依賴特定人類洞察力的方法表現更好。 例如，一些科研團隊，如Generative AI Research Lab (GAIR)，最初探索了諸如树的遍历和強化學習等複雜技術，試圖複製 o1 的能力。然而，正如他們在《o1 複製之旅》論文中所記錄的那樣，他們發現知識蒸餾——訓練一個較小的模型來模仿 o1 的輸出——效果出奇地好，這凸顯了知識蒸餾的威力。
阿里巴巴在2024年11月，也推出了另一個推理語言模型Qwen。在2024年12月，Google在它的語言模型Gemini中推出深度研究 (Deep Research)功能。2025年1月，深度求索推出Deepseek R1，以更低成本做到如o1一樣的推理效果。2025年2月，OpenAI推出OpenAI Deep Research，一種將推理和網路搜尋整合到大型語言模型的工具，允許使用者可以選擇執行多步驟推理，以及搜查多個來源的資料合成的複雜研究任務。